# Krzysztof Szwarc (ekonomista)
Krzysztof Antoni Szwarc (ur. 11 sierpnia 1934 w Rembertowie) – polski ekonomista, menedżer i bankowiec.

## Życiorys
Ukończył studia wyższe na Wydziale Handlu Zagranicznego w Szkole Głównej Planowania i Statystyki w Warszawie oraz na Wydziale Ekonomii Uniwersytetu Warszawskiego. Pracę zawodową rozpoczął w 1955 roku w centrali handlu zagranicznego Impexmetal jako referent, później jako kierownik, dyrektor ekonomiczny, a następnie w latach 1972–1979 oraz 1985–86 jako dyrektor naczelny.
W latach 1964–1968 został oddelegowany na stanowisko attache handlowego w Londynie, a w latach 1979–1985 na stanowisko Radcy Handlowego w Biurze Radcy Handlowego w Montrealu. 
W latach 1964–1985 współpracownik Zarządu II Sztabu Generalnego Wojska Polskiego w Warszawie o pseudonimie "Socha".
W 1986 roku został pierwszym w historii prezesem zarządu Banku Rozwoju Eksportu i pełnił tę funkcję do maja 1998 roku. Następnie był członkiem rady nadzorczej banku w latach 1998–2007, do 2004 będąc jej przewodniczącym. Z funkcji zrezygnował z uwagi na wiek. Był też pierwszym prezesem Rady Fundacji BRE Banku.
Był współzałożycielem Związku Banków Polskich i przewodniczący Zespołu ds. Wspólnej Sieci Bankowości Elektronicznej przy związku.
Ponadto, zasiadał w radach nadzorczych Boryszew, Banku Zachodniego WBK, ComputerLandu, Elektrimu, Exbudu, Unitra, Sokołowa, Zelmer Trading. Członek rad programowych Muzeum Narodowego i Centralnej Biblioteki Wojskowej.

## Odznaczenia i wyróżnienia
- 2002: Krzyż Zasługi na Wstędze Orderu Zasługi Republiki Federalnej Niemiec[12]
- 2005: Krzyż Komandorski z Gwiazdą Orderu Odrodzenia Polski[13][14]
- 2016: Srebrny Medal Kopernika Związku Banków Polskich[7]